# Hortence Atangana
Hortence Vanessa Mballa Atangana (Bikok, 5 de enero de 1992) es una deportista camerunesa que compite en judo. Ganó dos medallas en los Juegos Panafricanos en los años 2015 y 2019, y once medallas en el Campeonato Africano de Judo entre los años 2013 y 2020.

## Palmarés internacional
| Juegos Panafricanos | Juegos Panafricanos               | Juegos Panafricanos | Juegos Panafricanos |
| Año                 | Lugar                             | Medalla             | Categoría           |
| ------------------- | --------------------------------- | ------------------- | ------------------- |
| 2015                | Brazzaville (República del Congo) | Medalla de bronce   | –78 kg              |
| 2019                | Rabat (Marruecos)                 | Medalla de plata    | +78 kg              |
| Campeonato Africano |                                   |                     |                     |
| Año                 | Lugar                             | Medalla             | Categoría           |
| 2013                | Maputo (Mozambique)               | Medalla de bronce   | –78 kg              |
| 2014                | Puerto Louis (Mauricio)           | Medalla de bronce   | –78 kg              |
| 2015                | Libreville (Gabón)                | Medalla de bronce   | –78 kg              |
| 2016                | Túnez (Túnez)                     | Medalla de oro      | –78 kg              |
| 2016                | Túnez (Túnez)                     | Medalla de oro      | Abierta             |
| 2017                | Antananarivo (Madagascar)         | Medalla de oro      | Abierta             |
| 2017                | Antananarivo (Madagascar)         | Medalla de bronce   | +78 kg              |
| 2018                | Túnez (Túnez)                     | Medalla de bronce   | +78 kg              |
| 2018                | Túnez (Túnez)                     | Medalla de bronce   | Abierta             |
| 2019                | Ciudad del Cabo (Sudáfrica)       | Medalla de plata    | +78 kg              |
| 2020                | Antananarivo (Madagascar)         | Medalla de oro      | +78 kg              |